# 黄金劇場
黄金劇場（こがねげきじょう）は、かつて神奈川県横浜市中区にあったストリップ劇場。

## 歴史
1970年代から40年以上営業していたが、2012年に経営していた女性が公然わいせつ容疑と労働基準法違反で2度も逮捕され、劇場自体も営業休止が続いた結果、所有者の意向により2013年6月27日付で廃業した。
閉館後に建物は改装されてシェアオフィス・アトリエ「旧劇場」となり、2018年3月までシェアオフィスとして活動していた。2023年時点では居合道の仲田道場横浜支部が入居している。